# Ginkgo apodes
Ginkgo apodes Zheng et Zhou, 1974 es una especie vegetal de porte arbóreo perteneciente al orden Ginkgoales. Los restos fósiles conocidos de esta especie provienen de un yacimiento de la Formación de Yixian datado en el periodo Titoniense, del Jurásico Superior, situado en las inmediaciones del Monte Yinwoshan cerca la ciudad de Toudaohezi, región de Yixian, Provincia de Liaoning, China.  
Estos fósiles han permitido conocer con cierto detalle la morfología y anatomía de las semillas y hojas de la especie. Estas hojas son similares a las que son conocidas en el resto de representantes del género Ginkgo, con un limbo con forma de abanico y nerviación paralela, aunque de menor tamaño de lámina. Junto a las hojas los órganos portadores de semillas y óvulos presentan unos pedicelos de mediano tamaño con engrosamientos terminales y más de siete anillos engrosados. De estos anillos terminales nacen unos cortos y anchos pedicelos portadores de semillas ovales de tamaños variables.

## Descripción
Los restos fósiles que se conservan de Ginko apodes muestran hasta 7 órganos portadores de óvulos compuestos por un pedicelo con engrosamiento terminar en cuyo extremo se sitúan las semillas y óvulos en un corto pedúnculo con collar. Asociados a los óvulos se han localizado varias hojas de pequeño tamaño y sólo en uno de los ejemplares hojas y semillas se encuentran juntas en un mismo eje. Las hojas asociadas a los órganos portadores de óvulos son de pequeño tamaño comparadas con las presentes en otras especies del género. Presentan un corto peciolo de unos 11 mm de longitud y 2 mm de grosor aunque las muestras de mayor tamaño pueden alcanzar los 16,5 mm. Tiene la característica forma de abanico a semicircular de todos los ginkgos con una ángulo basal de entre 110 a 180°. Sus dimensiones son variables conociéndose ejemplos que superan los 23 mm de longitud y entre 30, 5 y 31 mm de anchura aunque los más comunes tienen entre 14 y 17 mm de largo y entre 14,5 y 19 mm de ancha. La lámina de la hoja se divide profundamente en dos lóbulos hasta, al meno, tres cuartos de su longitud aunque en ocasiones lo hace hasta el peciolo. Cada uno de los lóbulos, a su vez, se dividen en cuatro lóbulos menores y, de estos, los más externos pueden presentar una poco profunda división. Los lóbulos terminales tienen entre 2 y 5 mm de anchura y todos ellos tienen el ápice obtuso. La venación de la lámina no se observa con claridad en la mayor parte del limbo aunque en algunos lóbulos menores se muestra paralela en un número de 4 a 6 venas separadas alrededor de 0,5 mm y que convergen ligeramente en su parte terminal.
Los órganos portadores de semillas y óvulos muestran la morfología propia de todas las especies de Ginkgo desde el Jurásico Superior. Poseen unos pedicelos cortos que muestran en los mejores ejemplares una fina estriación longitudinal y únicamente en un ejemplar están asociados a un braquiblasto. Estos pedicelos son característicamente rectos con una leve curvatura en su zona terminal. Los pedicelos de mayor tamaño conocidos tienen unos 37,5 mm de longitud aunque más comúnmente tienen 32 mm, el grosor de su base es de alrededor de 1 mm mientras que en su zona apical es de hasta 4 mm. En este engrosamiento apical se localizan hasta 6 collares, probablemente más, de entre 3 y 3,5 mm de diámetro que portan unos cortos pedúnculos de unos 3 mm de longitud y 2 mm de grosor. Unidos al pedúnculo se sitúan los óvulos en aquellas muestras que los han conservado. Según parece desprenderse de los restos más completos tanto los collares como los óvulos y semillas se agrupan por tamaño revelando una maduración asincrónica de los órganos. Las semillas tienen siempre sección circular y forma oval. Las de mayor tamaño tienen entre 7,5 y 9 mm de longitud y entre 8 y 8,5 mm de diámetro. Las semillas de menor tamaño conservadas presentan unos 2,5 mm de longitud y hasta 3 mm de diámetro. Los mejores ejemplares de semilla muestran la presencia de una esclerotesta de 6,5 mm de longitud y entre 6,5 y 7 mm de grosor y una sarcotesta de 1 mm de grosor. La superficie de las semillas es lisa aunque algunos ejemplares muestran roturas probablemente ocasionadas por la compresión ocasionada durante el proceso de fosilización y en ocasiones se observan pequeñas punteaduras.

## Hábitat y distribución
Los restos fósiles conocidos hasta el momento de Ginkgo apodes aparecieron en un afloramiento de la Formación de Yixian en las faldas del monte Yinwoshan en los alrededores de la localidad de Toudaohezi en la provincia de Liaoning, China. Los primeros análisis geológicos y biocronológicos realizados en la Formación de Yixian mostraban una edad geológica muy amplia, entre el Jurásico superior y el Cretácico inferior. Análisis recientes realizados en las biotitas de origen volcánico situadas en el techo del estrato fosilífero indican que estas tienen una edad de entre 136,2 y 155,4 millones de años situando al yacimiento en el periodo Titoniense del finales del Jurásico.
La biota asociada a este yacimiento es extensa y ha proporcionado numerosos restos de aves y dinosaurios emplumados. Respecto a la flora la Formación Yixian es muy rica presentando numerosos vegetales, tanto briófitos como equisetos, licópsidos, helechos, coníferas, gnetófitas y angiospermas aunque la presencia de Ginkgoales es muy escasa, limitándose a una especie del género Ginkgoites sin identificar y, al menos, seis especies del género Baiera.

## Taxonomía
Etimológicamente la especie Ginkgo apodes toma su nombre de género, Ginkgo, de la transliteración realizada por Engelbert Kaempfer, el primer europeo que tuvo contacto con Ginkgo biloba en Japón a partir de su nombre en japonés, Gin an e Itsjò, que significa «albaricoque plateado». El epíteto específico apodes proviene de los términos griegos α- y -ποδ, apod o «sin pie» en referencia a la presencia de un pedicelo muy corto en las semillas.
Las estructuras reproductivas que presenta Ginkgo apodes son anatómicamente más modernas que las de otras especies del Mesozoico, especialmente comparándolas con las de Ginkgo yimaensis. Ocupa también cronológicamente un espacio intermedio entre Ginkgo yimaensis y los primeros fósiles claramente correspondientes a Ginkgo biloba. El ejemplar se ajusta, por tanto, al proceso evolutivo general del género con óvulos que reducen su tamaño y número y modifican su posición en el extremo de los pedúnculos. Esta es la principal característica de Ginkgo apodes que lo diferencia de las especies con órganos reproductivos de tipo jurásico como el nombrado Ginkgo yimaensis o Ginkgo huttoni. Así, en esta especie el pedúnculo es tan corto que parece más cercano a las semillas sésiles de las especies cenozoicas, especialmente a Ginkgo adiantoides del Paleoceno y a la especie actual Ginkgo biloba.